# کئربرژان
شهر کئربرژان (به فرانسوی: Keerbergen) در ناحیه اداری لوان  در استان فلومیش بربان  در منطقه فلاندری در کشور بلژیک واقع شده‌است.